# La Genétouze (Paesi della Loira)
La Genétouze, in precedenza La Génétouze, è un comune francese di 1 728 abitanti situato nel dipartimento della Vandea nella regione dei Paesi della Loira.

## Società

### Evoluzione demografica
Abitanti censiti